# Grace Dieu Abbey
Grace Dieu Abbey (Gratia Dei; nicht zu verwechseln mit Kloster La Grâce-Dieu (Franche-Comté) im Département Doubs und Kloster La Grâce-Dieu (Aunis) im Département Charente-Maritime) ist eine ehemalige Zisterzienserabtei in Wales. Das Kloster lag rund 5 km westlich von Monmouth in Monmouthshire (früher Gwent) südlich der Straße Nr. B 4233 nach Abergavenny. Die genaue Lage konnte nicht lokalisiert werden, eine Hypothese nimmt das landwirtschaftliche Anwesen Parker’s Dew (korrumpiert aus Parc Grace Dieu) an, eine andere eine Lage östlich des Troddi (Trothy) Brook, eine dritte in der Nähe der Abbey Bridge. Möglicherweise ist die Abtei auch in diesem Bereich verlegt worden.

## Geschichte
Die Abtei wurde im Jahr 1226 nach Bemühungen, die bereits 1217 eingesetzt hatten, von John, dem Lord von Monmouth, gegründet. Sie war ein Tochterkloster von Dore Abbey in Herefordshire in England aus der Filiation der Primarabtei Morimond, und zugleich die letzte Zisterziensergründung in Wales. Die im Grenzgebiet zwischen England und Wales gelegene Abtei, eines der ärmsten Zisterzienserklöster in Großbritannien, wurde bei einem Überfall der Waliser im Jahr 1233 zerstört und die Mönche mussten in das nahegelegene White Castle fliehen. Die Abtei wurde 1236 wieder aufgebaut. Sie besaß eine Wassermühle am Troddi und eine Grangie namens Penrhos (“Atlas of Cistercian Lands in Wales” von David H. Williams). Im Valor Ecclesiasticus wurde die Abtei 1535 mit 19 Pfund bewertet. Im Jahr 1536 fand sie ihr Ende und verfiel hierauf. Von den Bauten ist nichts erhalten geblieben.